# Ring der Einzelpaddler
Der Ring der Einzelpaddler ist ein Kanusport-Verein aus Hamburg-Blankenese der 1931 gegründet wurde und Mitglied im Deutschen Kanu-Verband (DKV). Mit rund 600 Mitgliedern ist er der zweitgrößte Hamburger Kanuverein hinter dem Alster-Canoe-Club.